# رامسوس كاريالاينين
رامسوس كاريالاينين (بالفنلندية: Rasmus Karjalainen)‏ (4 أبريل 1996 بأولو في فنلندا - ) هو لاعب كرة قدم فنلندي في مركز الوسط.

## روابط خارجية
- رامسوس كاريالاينين على موقع الاتحاد الأوربي (الإنجليزية)
- رامسوس كاريالاينين على موقع قاعدة بيانات كرة القدم.إي يو (الإنجليزية)
- رامسوس كاريالاينين على موقع ناشيونال فوتبول تيمز (الإنجليزية)
- رامسوس كاريالاينين على موقع Soccerway.com (الإنجليزية)
- رامسوس كاريالاينين على موقع عالم كرة القدم.نت (الإنجليزية)